# Jochen Bölsche
Jochen Bölsche (* 10. April 1945 in Lehrte) ist ein deutscher Journalist und Autor.

## Leben
Bölsche arbeitete von 1965 an als Redakteur für den Spiegel. Nachdem er dort unter anderem Leiter des Ressorts Deutschland II und Chefredakteur des Monatsmagazins Spiegel special war, schrieb er von 2000 an bis zur Erreichung der Altersgrenze 2010 als Autor für alle Print- und Online-Objekte des Spiegel-Verlags.
Ehrenamtlich engagiert er sich als 1. Vorsitzender der gemeinnützigen Arbeitsgemeinschaft Osteland e. V. für die Bewahrung des Natur- und Kulturerbes und den Denkmalschutz an der niedersächsischen Oste. Er ist Vizepräsident des Weltverbandes der Schwebefähren sowie Initiator der technikgeschichtlichen Themenroute Deutsche Fährstraße und des Literaturförderungsprojekts Deutsche Krimi-Straße.
Bölsche erhielt Journalistenpreise der  Arbeitsgemeinschaft Deutscher Waldbesitzerverbände und der Deutschen Umweltstiftung sowie das Bundesverdienstkreuz (Verdienstmedaille) und das Ehrenzeichen in Silber des Landkreises Cuxhaven. Er lebt in Hamburg und Osten (Oste).

## Werke
- Der Weg in den Überwachungsstaat. Rowohlt-Taschenbuch-Verlag, Reinbek 1979, ISBN 3499145340
- Natur ohne Schutz. Neue Öko-Strategien gegen die Umweltzerstörung. Rowohlt-Taschenbuch-Verlag, Reinbek 1982, ISBN 3499330229
- Die deutsche Landschaft stirbt. Zerschnitten, zersiedelt, zerstört. Rowohlt-Taschenbuch-Verlag, Reinbek 1983, ISBN 3499330377
- Was die Erde befällt ... Nach den Wäldern sterben die Böden. Rowohlt-Taschenbuch-Verlag, Reinbek 1984, ISBN 3499330563
- Das Gelbe Gift. Todesursache: Saurer Regen. Rowohlt-Taschenbuch-Verlag, Reinbek 1984, ISBN 3499330490
- Waterkantgate, die Kieler Affäre. Steidl, Göttingen 1987, ISBN 3882430869
- Rudolf Augstein. Schreiben, was ist. Kommentare, Gespräche, Vorträge. Stuttgart 2003, ISBN 3421057478
- Deutsche Fährstraße Bremervörde – Kiel. Bielefeld 2009, ISBN 9783870734596
- Über die Oste – Geschichten aus 100 Jahren Schwebefähre Osten – Hemmoor. Drochtersen 2009, ISBN 978-3938097175